# Bucculatrix tertrella
Bucculatrix tertrella är en fjärilsart som beskrevs av Braun 1910. Bucculatrix tertrella ingår i släktet Bucculatrix och familjen kronmalar. Inga underarter finns listade i Catalogue of Life.